# تهمت (فیلم ۱۹۵۹)
تُهمت (انگلیسی: Libel) یک فیلم به کارگردانی آنتونی اسکویت است که در سال ۱۹۵۹ منتشر شد. از بازیگران آن می‌توان به دیرک بگارد، اولیویا دی هاویلند، رابرت مورلی، ویلفرید هاید-وایت، و آنتونی داوسون اشاره کرد.